# Renacimiento otoniano

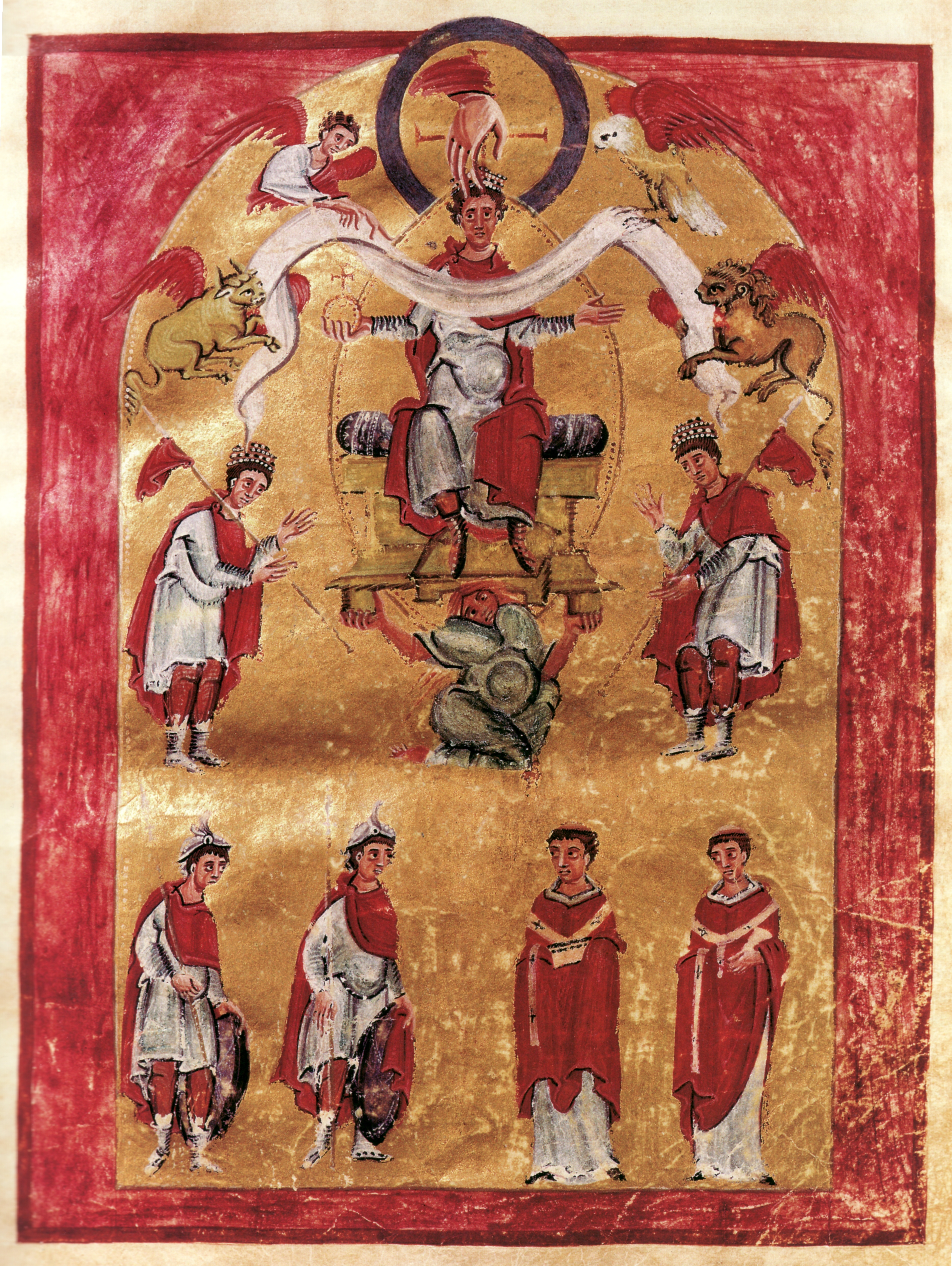
Otón II, evangelio de Liuthar (folio 16r), Monasterio de Reichenau, finales del.

El renacimiento otoniano, también calificado como renacimiento o renovación del siglo X o del año mil, fue un período medieval de renovación cultural del Occidente cristiano que se extendió desde el principio del siglo X hasta alrededor del año 1030.
Este período se caracterizó por una innegable vitalidad cultural, concretamente en Germania gracias a la actividad de las escuelas y de manera más heterogénea en el resto del continente europeo. En gran parte bajo el patronazgo de los tres primeros emperadores del Sacro Imperio Germánico de la dinastía otoniana (o sajona) —Otón I (r. 936–973), Otón II (r. 973–983) y Otón III (r. 983–1002)— estuvo dominado intelectualmente por dos grandes figuras, Abón de Fleury y Gerberto de Aurillac y dejó también una importante herencia artística (livres enluminés) y de arquitectura notable.
Más limitado que el renacimiento carolingio que le precedió, e indisociable de este último, la renovación otoniana concluyó el largo auge de la enseñanza en la Edad Media, del siglo VI al XI, antes de la expansión cultural del renacimiento del siglo XII.

## Historiografía

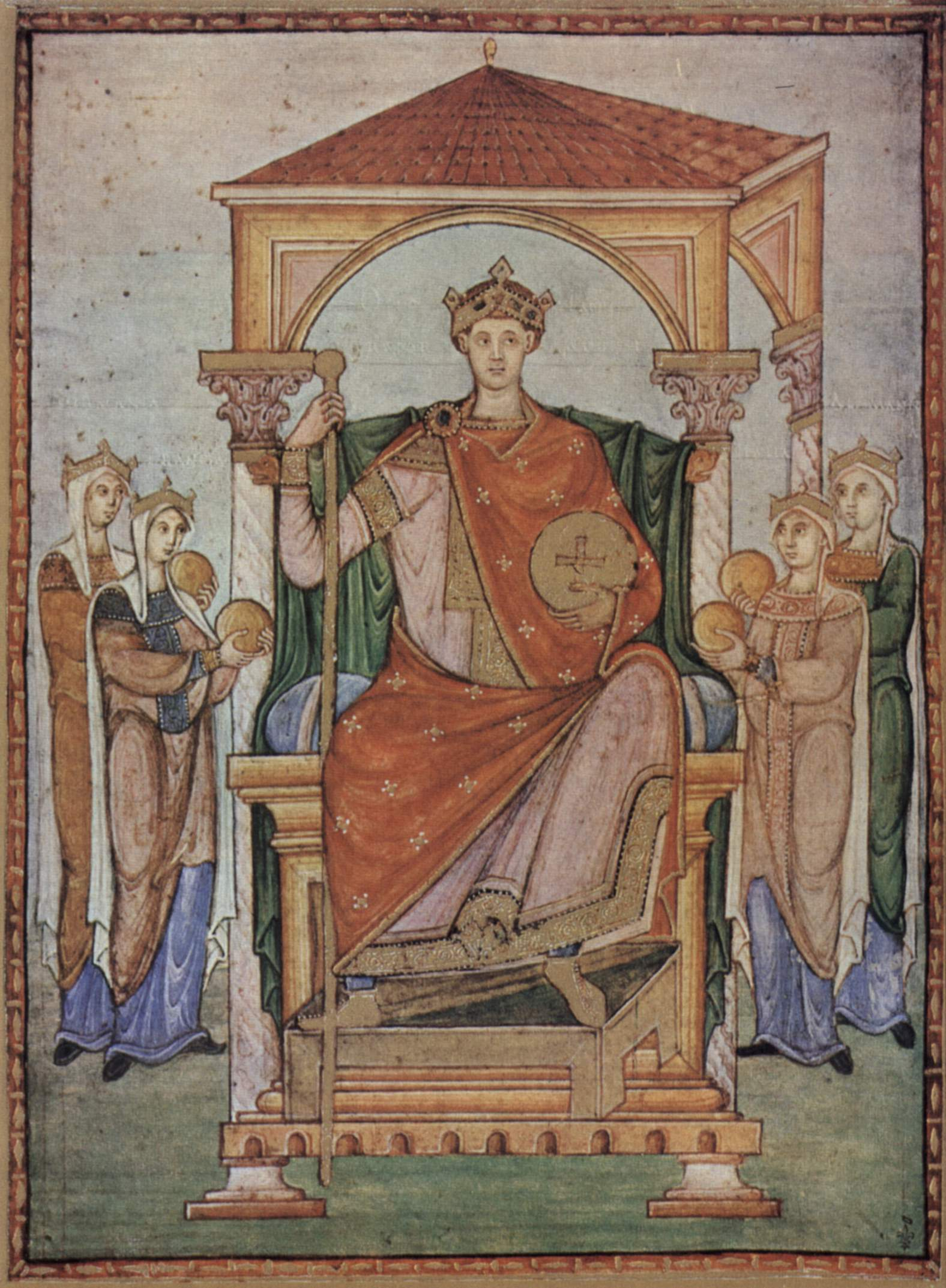
Otón II, Registrum Gregorii, Tréveris, sobre el 985, 27 × 20 cm, Chantilly, Museo Condé.

El historiador alemán Hans Naumann fue el primero en aplicar el concepto de «renacimiento» para caracterizar el período otoniano. Concretamente, su obra publicada en 1927 agrupó bajo ese término los períodos carolingio y otoniano en el título Karolingische und ottonische Renaissance [El renacimiento carolingio y otoniano].
Este período de «renacimiento otoniano» es conocido también con el nombre de «renacimiento del siglo X» para considerar las manifestaciones fuera de Germania, o de «renovación del año 1000», ya que llega incluso al siglo XI. En todo caso este período está más limitado que el renacimiento carolingio, y constituye sobre todo la prolongación de este último; esto llevó por ejemplo a Pierre Riché a preferir designarlo como un «Tercer renacimiento carolingio» dándose en todo el siglo X y llegando al siglo XI, siendo los dos primeros los que tendrían lugar bajo el reinado de Carlomagno propiamente dicho, y bajo el de sus sucesores.

## Precedentes

El Sacro Imperio en el año 1000.
Reino de Germania
Reino de Italia
Estados pontificios
Reino de Borgoña (independiente)
Las marcas están sombreadas

### La herencia carolingia

#### Continuación del renacimiento carolingio
La renovación del siglo X no puede ser considerada independientemente del renacimiento carolingio. Gracias a Carlomagno y a sus sucesores (particularmente a Luis el Piadoso y a Carlos el Calvo), el Occidente cristiano conoció un período excepcional de renovación cultural desde finales del siglo VIII hasta el final del siglo IX. Esta renovación se manifiesto primero en el mundo de las escuelas, gracias a una legislación escolar ambiciosa en la capitular promulgada por Carlomagno en 789, Admonitio generalis, y a la aparición de una densa red de lugares de estudio. La otra manifestación mayor de la renovación carolingia fue la cultura de la corte, muy vivaz en Aix-la-Chapelle, donde algunos evocan una «Academia palatina», pero también alrededor de varios príncipes y obispos preocupados por rodearse de letrados competentes.
La riqueza intelectual de este movimiento es conocida gracias al legado que dejaron algunos personajes importantes, como Alcuino de York — escolástico de York al que Carlomagno «contrató» en el año 781 después de haberlo conocido en Parma y principal inspirador de la política escolar imperial, a la vez que autor prolífico de tratados sobre las artes liberales, a las que volvió a dar un estatus, sobre todo en el marco de su abadía de San Martín de Tours a patir de 796—, Rabano Mauro —abad de Fulda dónde se sitúa el principal centro escolástico del reino de Germania, cerca de Luis el Piadoso y después de Lotario I, que dejó a su vez numerosos escritos sobre las artes liberales o la teología— o Juan Escoto Erígena —artífice de la vida intelectual en la Francia Occidental de Carlos el Calvo, cuya obra teológica innovadora (influenciada por la teología negativa del Pseudo Dionisio Areopagita y la renovación de la dialéctica) tendrá una influencia durante varios siglos.
No se aprecia una mayor ruptura que marcaría el fin de la renovación carolingia. El desarrollo cultural del Occidente cristiano estuvo efectivamente poco afectado por el Tratado de Verdun de 834 y por las invasiones vikingas: la partición del Imperio no tuvo mayores consecuencias sobre la vida escolástica e intelectual. A lo sumo se constata una ralentización del desarrollo escolástico. El renacimiento otoniano se sitúa sin lugar a dudas en la línea de la obra cultural de los carolingios.

#### El reino de Germania, los otonianos y larenovatio imperii
Cuando en 936 Otón I se hizo coronar en Aquisgrán, dejó claro que se consideraba el sucesor de Carlomagno. La vuelta a la tradición carolingia constituía de hecho el principal objetivo de Otón, ilustrado el 2 de febrero del 962 por su coronación imperial en Roma por Juan XII. Sin titular desde la muerte de Berengario de Friuli en 924, la corona imperial reforzaba el prestigio debido a las conquistas del este de Germania y en Italia. El sueño de la restauración del Imperio (renovatio imperii) fue impulsado de nuevo por Otón que tomó el título de Imperator Augustus, y por sus sucesores Otón II (que prefirió el título de Imperator Romanorum) y Otón III.
No solo pretendía una restauración política sino igualmente cultural y religiosa. Los letrados protegidos por los otonianos no dejaban de alabar el programa de la renovatio imperii. A Otón I, bendecido en Aix y coronado en Roma, le era otorgada una misión religiosa: la protección de la Iglesia romana, la entente entre los cristianos, la lucha contra los bárbaros, y la extensión de la Cristiandad.< Esta misión también fue la de sus sucesores, y el origen de lo que la historiografía designa con el nombre de Sacro Imperio Romano Germánico.

### Los medios de renovación

#### Reorganización de las bibliotecas

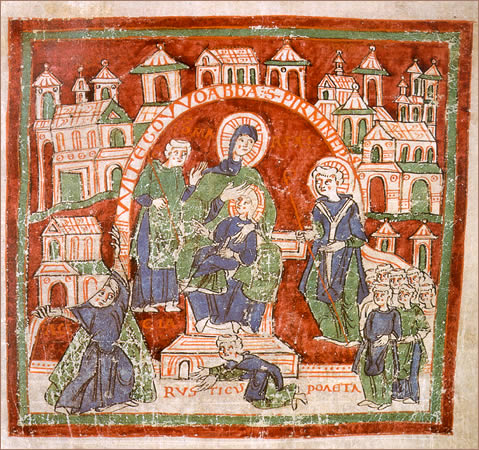
El abad de abadía de Reichenau Witigowo (985-997), aquí representado, permitió a la abadía encontrar su rango en la producción de manuscritos de lujo. Purchard, Vie de Witigowo, Reichenau, folio 72r.

Las bibliotecas creadas y enriquecidas durante el renacimiento carolingio gracias a la intensa actividad de los scriptoria fueron objeto de nuevos desarrollos en el siglo X, como atestiguan los catálogos que se han conservado. El catálogo de Bobbio tiene censadas alrededor de 600 obras, y el de Fleury tiene otras tantas. Gerbert jugó un papel importante en las adquisiciones y el inventario de la biblioteca de Bobbio, y dedicó su fortuna a adquirir una gran colección personal. Otros letrados de la época tenían bibliotecas, como Adson de Montier-en-Der que hizo realizar una lista de sus libros antes de partir a Tierra Santa donde murió en el año 992:

Lista de los libros del señor abate Adson que hemos encontrado en su baúl después de su partida hacia Jerusalén.

«1. Isagoge de Porfirio, 2. Categorías de Aristóteles, 3. Categorías de san Agustín, 4. Un libro de diez Categorías, sin autor, 5. La Retórica de Tullius [el De Inventione de Cicerón], 6. Comentario de Servius sobre Virgilio, 7.y 8. dos libros de Terencio, 9. Un Sedulius, 10. Libro de Ambroise sobre los Sacramentos, 11. Vida de san Juan Mosco, 12. Comentario de Moridach sobre Donat, 13. Un pequeño libro que contiene todos los títulos de Terencio, 14. Exposición sobre las diez Églogas de Virgilio y las Georgicas, 15. Un Eutiquio, 16. Un pequeño libro llamado Martinellus, 17. Un glosario alfabético, 18. Un glosario obtenido de las Bodas de Filólogo de Martianus, 19. El De Metrica ratione de Beda, 20. Historia de un tal Fréculf de Lisieux, 21. Declinaciones, 22. Exposiciones de Haymon sobre el Epíteto de Pablo a los Romanos, 23. Extractos de libros de Pompeyo Fausto.»

#### Multiplicación de los intercambios
Gracias a dos siglos de relativa estabilidad política, los medios de comunicación se vieron facilitados en comparación con los siglos anteriores: los desplazamientos eran más fáciles y, en consecuencia, las influencias exteriores en Occidente se hacían sentir cada vez más; influencias greco-bizantinas, como testimonia la boda de Otón II con Teófano en 927, e influencias árabes, esencialmente a través de la España musulmana. Los contactos con el condado de Barcelona jugaron un papel esencial: los letrados acuden a la corte de Borrell II (que contaba con el joven Gerbert de 967 a 970), a Ripoll o a Vich.
Finalmente, también existían influencias judías. La diáspora contaba con miembros eminentes como Guershom, «luz del exílio» (Meor haGola) que enseñó en Maguncia y después en Metz y cuya influencia permitió el surgimiento de figuras como Rashi.

## Centros de estudio en Occidente

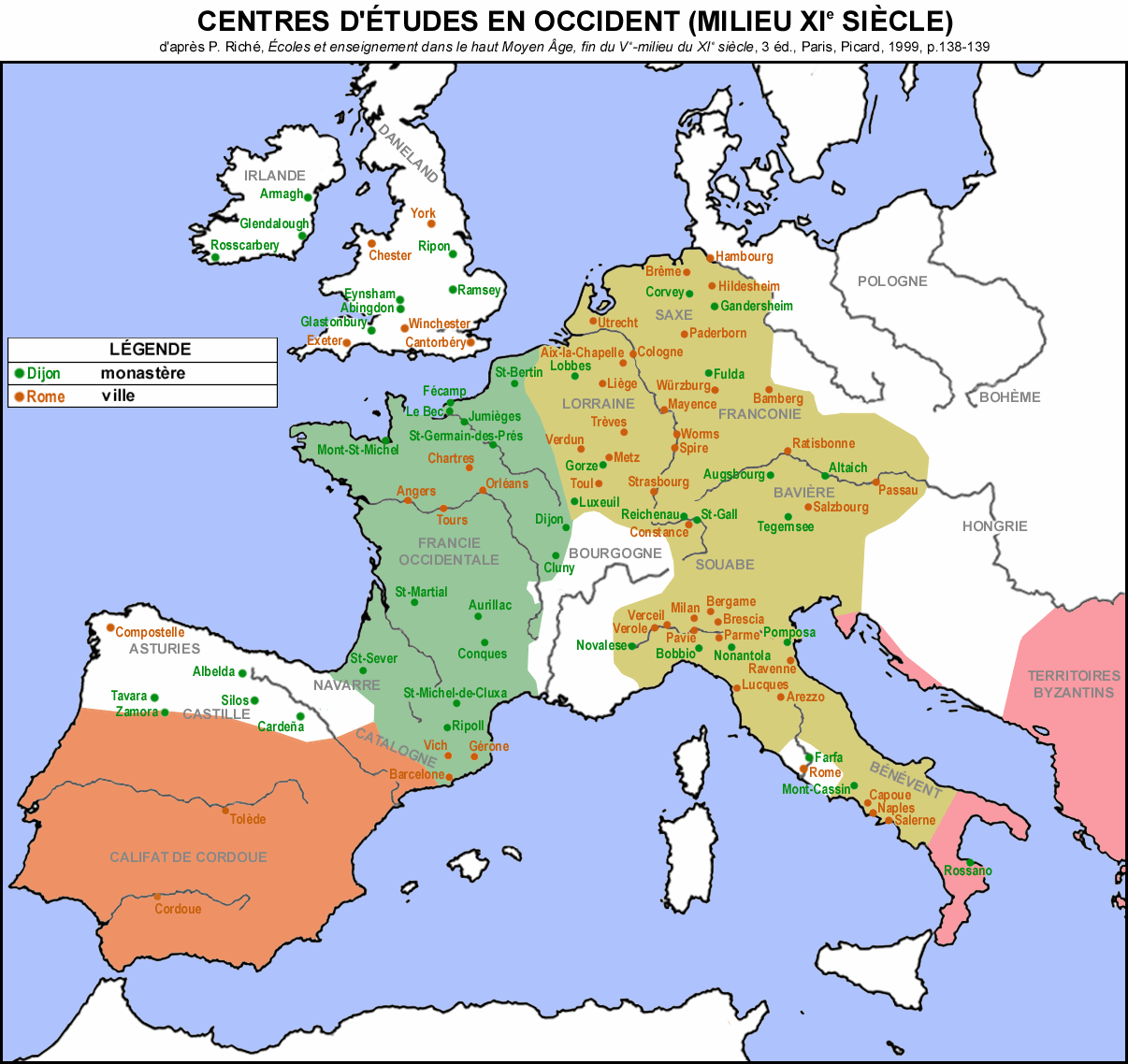
Los centros de estudio en Occidente a mitad del

El mapa de los principales centros escolásticos monasteriales y episcopales de Occidente evolucionó poco entre finales del siglo IX y principios del siglo XI. Los principales centros eran los mismos, aunque surgieron algunos nuevos, sobre todo en las regiones de actividad cultural creciente (Germania), Cataluña.

#### Gerbert de Aurillac
Auvernés de origen modesto, Gerberto entró como oblato en la San Geraldo de Aurillac antes de unirse a Cataluña entre 967 y 969. En 970, residió en Roma donde conoció a Otón I. En 972, se convirtió en écolâtre de Reims bajo el arzobispo Adalbéron. Su enseñanza pronto lo convirtió en uno de los eruditos más reputados de Occidente.
Desde la década de 980, el destino de Gerbert lo acercó gradualmente a los otonianos. Brevemente abad de la abadía de Bobbio gracias a Otón II, en 983, regresó a Reims con la ambición de suceder a Adalberon. Hugo Capeto (en cuya elección contribuyó) prefirió a Arnold (hijo bastardo del rey Lotario de Francia), pero este último fue depuesto en 991 y Gerbert lo sucedió en un momento de cierto desorden: el papa no reconoció su elección y Gerbert debió refugiarse en 997 con Otón III que, a los 14 años, se beneficiaba de las enseñanzas del maestro. El emperador instaló a Gerbert en la sede arzobispal de Rávena, en 998, y en especial en el trono papal en 999, bajo el nombre de Silvestre II. Simbolizando el control imperial sobre el papado, Gerbert desapareció un año después de que Otón III muriera en 1002.
El écolâtre de Reims debe en parte su reputación al más ilustre de sus alumnos, Richer, que le reservó un lugar importante en su Histoire en cuatro libros. Richer recuerda en estos términos la enseñanza de base de Gerbert, marcada por una cultura humanista que mezclaba numerosas referencias clásicas, pero también por un nuevo gusto por la dialéctica:

Comment il prépara ses élèves à l'étude de la rhétorique.

Il lut aussi et expliqua avec fruit quatre livres sur les diverses espèces de raisonnement, deux sur les syllogismes catégoriques, trois sur les hypothétiques, un sur les définitions, et un sur les divisions. Après quoi il voulait faire passer ses élèves à la rhétorique ; mais il craignit que, sans la connaissance des formes de style particulières à la poésie, ils ne pussent atteindre à l'art oratoire. Il prit donc les poètes avec lesquels il jugeait bon de les familiariser, lut, commenta Virgile, Stace et Térence, les satyriques Juvénal, Perse et Horace, l'historiographe Lucain ; et, quand ses disciples furent faits à ces auteurs et à leur style, il les initia à la rhétorique.

Pourquoi il leur donna un sophiste.

La rhétorique terminée, il les confia à un sophiste, pour qu'il les exerçât à la controverse, et qu'ils apprissent à manier le raisonnement avec un art qui ôtât tout soupçon de l'art, ce qui semble être pour l'orateur le plus haut degré de perfection.

### Las novedades: la dialéctica y las ciencias
El contenido de la educación no era muy diferente al de la educación carolingia. Sin embargo, dos evoluciones lo caracterizan: la enseñanza del trivium deja un lugar cada vez más importante para la dialéctica, y el quadrivium fue objeto de un interés más marcado.

#### La dialéctica
Si bien hasta entonces la logica vetus (constituida por traducciones realizadas por Boecio de Aristóteles y de Porfirio, y de los Topiques de Cicerón) se mantuvo como la base de la educación dialéctica, la disciplina fue estimulada a finales del siglo X por el redescubrimiento de escritos de Boecio a través de los intercambios con el Imperio bizantino: los Syllogismes catégoriques y los Syllogismes hypothétiques, que se suman entonces a sus Définitions y a sus Divisions.
Gerbert conocía estos libros, y destacó por su dominio de la dialéctica en la disputa de Rávena contra Otric en 980, y en sus tratado De rationalis et ratione uti [De lo racional y del uso de la razón], compuesto en 997 y dedicado a Otón III. Abón, por su parte, comentó las obras de Boecio a través de dos tratados apreciados por su alumno Aimoin, quien dijo de su maestro que: «il a défait très clairement certains nœuds des syllogismes dialectiques (...)»
Fulbert conocía las obras de Abón, y aún más las de Gerbert: el manuscrito 100 de la biblioteca municipal de Chartres, florilegío de obras de dialéctica que data de Fulbert y probablemente salido de su misma biblioteca, es de hecho una antología que contiene la Introduction de Porfirio, las Catégories de Aristóteles, la Distinction entre la rhétorique et la dialectique del mismo Fulbert, los Topiques de Cicerón, el Peri Hermeneia de Aristóteles, tres comentarios de Boecio y la De Ratione escrita por Gerbert en 997. El maestro chartrain también desarrolló la enseñanza de la dialéctica, cada vez más dominada en el comienzo del siglo XI, como por el abad Maïeul de Cluny.

#### Las ciencias

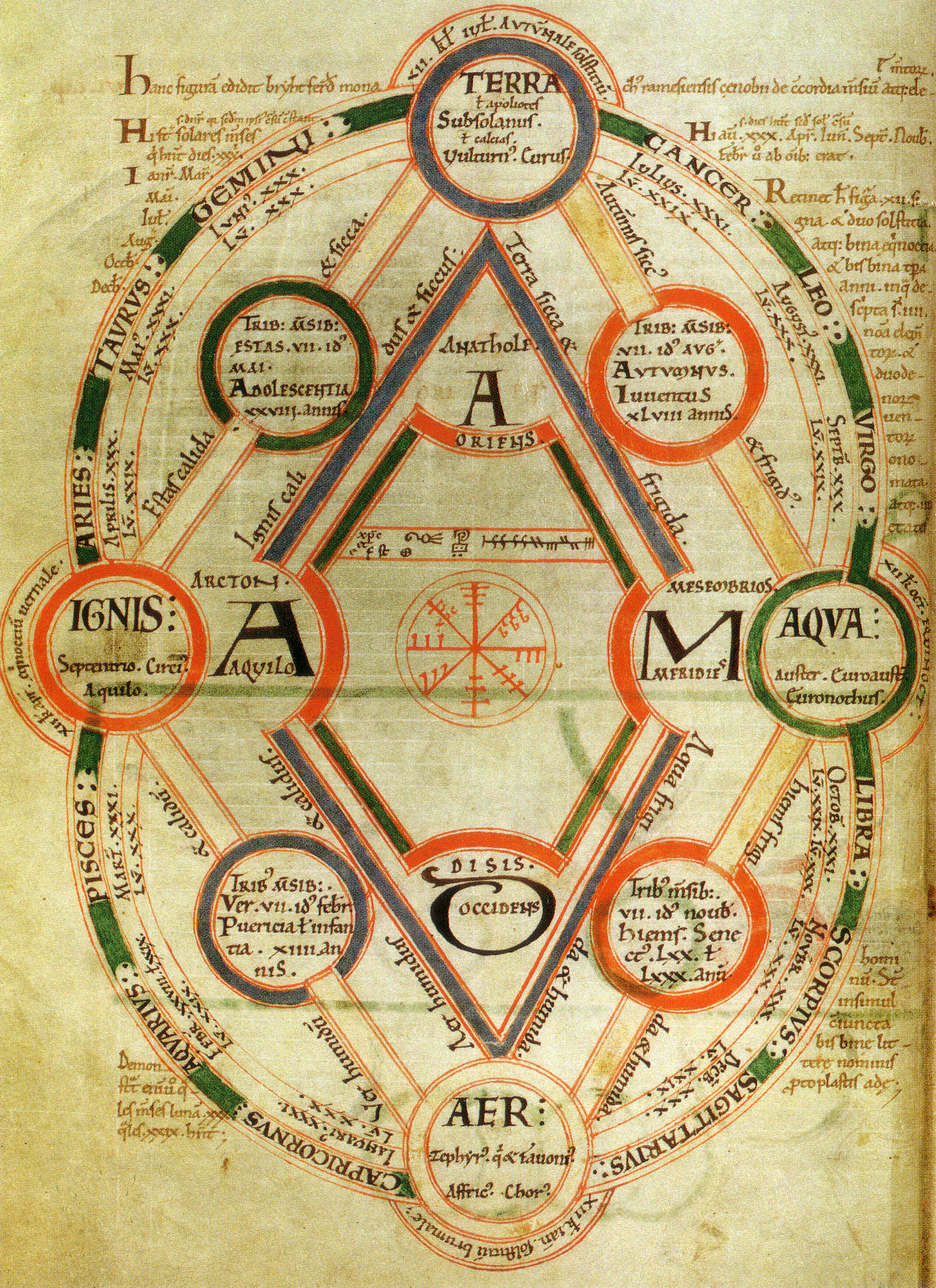
Representación de los Misterios del Universo en el Enchiridion de Byrthferth: el diagrama muestra los puntos cardinales, los cuatro elementos, las estaciones, las edades de la vida y los signos del zodíaco. (Inglaterra, ca. 1080, Oxford, St. John's College Library)

El interés creciente por las disciplinas del quadrivium era una realidad que parece traducir, aquí también, las enseñanzas de los principales eruditos de su tiempo. La enseñanza científica de Abbon es evocada por Aimoin en su Vie d'Abbon: «(...) Il exposa des cycles à la manière de tables, des calculs du comput variés et plaisants. Il consigna également par écrit ses exposés sur les trajectoires du soleil, de la lune et des planètes, pour les léguer à la postérité». Precisamente, Abbo dejó varios tratados sobre astronomía, un catálogo de estrellas y un comentario del Calculus de Victorio de Aquitania que le permitió establecer un calendario juliano perpetuo. Ignoraba, sin embargo, las innovaciones matemáticas de origen árabe.
La enseñanza de Gerbert en las disciplinas científicas del quadrivium es mejor conocida. Richer de Reims relató detalladamente los métodos de Gerbert en materia de aritmética, de música y especialmente de astronomía:

Comenzaba por enseñar aritmética (...), luego trabajaba para difundir el conocimiento de la música (...) disponiendo los diferentes géneros en el monocordio, distinguiendo las consonancias o sinfonías en tonos y semitonos, en ditons et en dièses, y distribuyendo metódicamente los sonidos en varios modos.
 (...) No estará fuera de lugar decir todos las penas que tomó para explicar la astronomía; admirando la sagacidad de un hombre tan grande, el lector podrá apreciar asimismo los recursos de su genio. (...) Primero imaginó el mundo por una esfera de madera sólida, que, en sus pequeñas proporciones, ofrecía la imagen exacta de la nuestra. Colocó la línea de los polos en una dirección oblicua en relación con el horizonte, y más cerca del polo superior representaba las constelaciones del norte, cerca del inferior las del sur. Determinó esta posición en medio de un círculo, que los griegos llaman horizon, los latinos limitans o determinans, porque separa o limita las astros que se ven de los que son invisibles. Su esfera así colocada sobre el horizonte, de manera que podía demostrar de una manera práctica y convincente el ascenso y el ocaso de los astros, inició a sus discípulos en el plan del Universo y les enseñó a reconocer las constelaciones. Porque se aplicaba en las bellas noches para estudiar las estrellas y las hacía señalar, tanto al levantarse como al ponerse, oblicuas obre las diversas partes de la tierra
49. Qui labor et in mathematicis impensus sit. Inde etiam musicam, multo ante Galliis ignotam, notissimam effecit. Cujus genera in monocordo disponens, eorum consonantias sive simphonias in tonis ac semitoniis, ditonis quoque ac diesibus distinguens, tonosque in sonis rationabiliter distribuens, in plenissimam notitiam redegit. / 50. Sperae solidae compositio. Ratio vero astronomiae quanto sudore collecta sit, dicere inutile non est, ut est tanti viri sagacitas advertatur, et artis efficacia lector commodissime capiatur. Quae cum pene intellectibilis sit, tamen non sine admiratione quibusdam instrumentis ad cognitionem adduxit. Inprimis enim mundi speram ex solido ac rotundo ligno argumentatus, minoris similitudine, majorem expressit. Quam cum duobus polis in orizonte obliquaret, signa septemtrionalia polo erectiori dedit, australia vero dejectiori adhibuit. Cujus positionem eo circulo rexit, qui a Graecis orizon, a Latinis limitans sive determinans appellatur, eo quod in eo signa quae videntur ab his quae non videntur distinguat ac limitet. Qua in orizonte sic collocata, ut et ortum et occasum signorum utiliter ac probabiliter demonstraret, rerum naturas dispositis insinuavit, instituitque in signorum comprehensione. Nam tempore nocturno ardentibus stellis operam dabat; agebatque ut eas in mundi regionibus diversis obliquatas, tam in ortu quam in occasu notarent
Richer de Reims.

Además del monocordio para la música y la esfera terrestre, Gerbert construyó otras esferas para el estudio de los planetas y de las constelaciones, así como un ábaco, una tabla para calcular, para la enseñanza del cálculo y de la geometría:

Gerbert no daba menos atención a la enseñanza de la geometría. Para preparar las vías para el estudio de esta ciencia, hizo que un armero construyera un ábaco, es decir, una tableta, dispuesta para el cálculo; esta tableta estaba dividida en veintisiete columnas longitudinales, donde colocó las nueve cifras que le servían para expresar todos los números. Al mismo tiempo hizo hacer en cuerno mil caracteres similares, que, dispuestos en los veintisiete compartimentos del ábaco, daban la multiplicación y división de todo tipo de números, y esto con tal rapidez que, en vista de la la extrema extensión de estos números, era más fácil formarse de ello una idea que expresarla. Quien quiera conocer a fondo este sistema de cálculo, solo tiene que leer el trabajo que Gerbert dirige al gramático Constantino; encontrará la materia ampliamente y adecuadamente tratada.
In geometria vero non minor in docendo labor expensus est. Cujus introductioni, abacum id est tabulam dimensionibus aptam opere scutarii effecit. Cujus longitudini, in 27 partibus diductae, novem numero notas omnem numerum significantes disposuit. Ad quarum etiam similitudinem, mille corneos effecit caracteres, qui per 27 abaci partes mutuati, cujusque numeri multiplicationem sive divisionem designarent; tanto compendio numerorum multitudinem dividentes vel multiplicantes, ut prae nimia numerositate potius intelligi quam verbis valerent ostendi. Quorum scientiam qui ad plenum scire desiderat, legat ejus librum quem scribit ad C. grammaticus; ibi enim haec satis habundanterque tractata inveniet.
.

Estos intercambios con su discípulo Constantin, monje de Fleury, constituyen de hecho la esencia del legado científico de Gerbert. Esa correspondencia trata en realidad sobre la aritmética y el uso del ábaco. A esto debe añadirse una carta sobre la creación de esferas para el aprendizaje de la astronomía. La geometría también es el tema de otro tratado de Gerbert. Los extensos conocimientos científicos de Gerbert han justificado que se le atribuya la introducción en la Galia de las cifras Ghûbar (números arábigos, sin el cero), pero esta hipótesis sigue siendo controvertida.
Fulbert retomó el ábaco de Gerbert y enseñó a sus alumnos geometría. En sus poemas sobre los signos del zodíaco, también se refiere al astrolabio, y fue el primero en introducir de manera documentada la numeración árabe. Los avances de Gerbert y de Fulbert, sin embargo, parecen bastante aislados: habrá que esperar al Liber abaci de Fibonacci (compuesto en 1202 y revisado en 1228), y las traducciones de al-Khwarizmi de Gérard de Cremona en el siglo XII, para asistir a la difusión del sistema decimal posicional en Occidente.

## Protectores y mecenas de la vida cultural y artística

### Los otonianos y la cultura
Otoniano, el renacimiento del siglo X fue induscutiblemente debido al papel de los Otónidas en la renovación cultural, también en línea con la renovatio imperii y su inspiración carolingia: como ha señalado Pierre Riche, «les rois de Germanie, à l'imitation des Carolingiens, attirent et protègent les lettrés pour des raisons personnelles et politiques». Otón I se rodeó de estudiosos, especialmente de su hermano Brunon, su consejero más cercano que hizo archchaplain y luego obispo de Colonia. Otros estudiosos llegaron de los grandes monasterios de Alemania (San Galo, Fulda, Reichenau) o de la Italia recientemente conquistada, de la que llegaron el maestro Etienne Novara y Gunzo. Otón II prosiguió esa política: organizó en particular la famosa disputa de Gerbert contra Otric, sobre el tema de la clasificación de los conocimientos, en Ravena, en 972. Su discurso inaugural, relatado por Richer, testimonia su amor por el estudio:

La ciencia humana, lo creo, se perfecciona mediante la meditación y el estudio, cada vez que una pregunta bien planteada se convierte en el objeto de las sabias discusiones de los hombres iluminados. Porque si nuestros espiritus a menudo se entumecen en el ocio, alguien viene a despertarlo con preguntas, se determina pronto en meditaciones muy útiles. Es así como el genio ha dado a luz a la ciencia; así es como sus descubrimientos, confiados a los libros, sirven a nuestra instrucción. Acojamonos, nosotros también, a algún tema de discusión de naturaleza para elevar nuestro espíritu y conducirlo más seguramente a la verdad. Así que repasemos hoy mismo esta imagen de las partes de la filosofía que se nos mostró el año pasado. Que todos la examinen detenidamente y que todos digan lo que piensan a favor y en contra. Si no le falta nada, que reciba vuestra aprobación unánime, pero si os parece defectuosa, que se la condene o que se la rectifique.
Humanam, inquiens, ut arbitror scientiam, crebra meditatio vel exercitatio reddit meliorem, quotiens rerum materia competenter ordinata, sermonibus exquisitis, per quoslibet sapientes effertur. Nam cum per otium sepissime torpemus, si aliquorum pulsemur questionibus, ad utillimam mox meditationem incitamur. Hinc scientia rerum a doctissimis elicita est. Hinc est quod ab eis prolata, libris tradita sunt, nobisque ad boni exercicii gloriam, derelicta. Afficiamur igitur et nos aliquibus objectis, quibus et animus excellentior ad intelligentiae certiora ducatur. Et eia inquam, jam nunc revolvamus, figuram illam de philosophiae partibus, quae nobis anno superiore monstrata est. Omnes diligentissime eam advertant; dicantque singuli quid in ea, aut contra eam sentiant. Si nullius extrinsecus indiget, vestra omnium roboretur approbatione. Si vero corrigenda videbitur, sapientium sententiis, aut improbetur, aut ad normam redigatur. Coramque deferatur jam nunc videnda.
Histoire, de Richer.

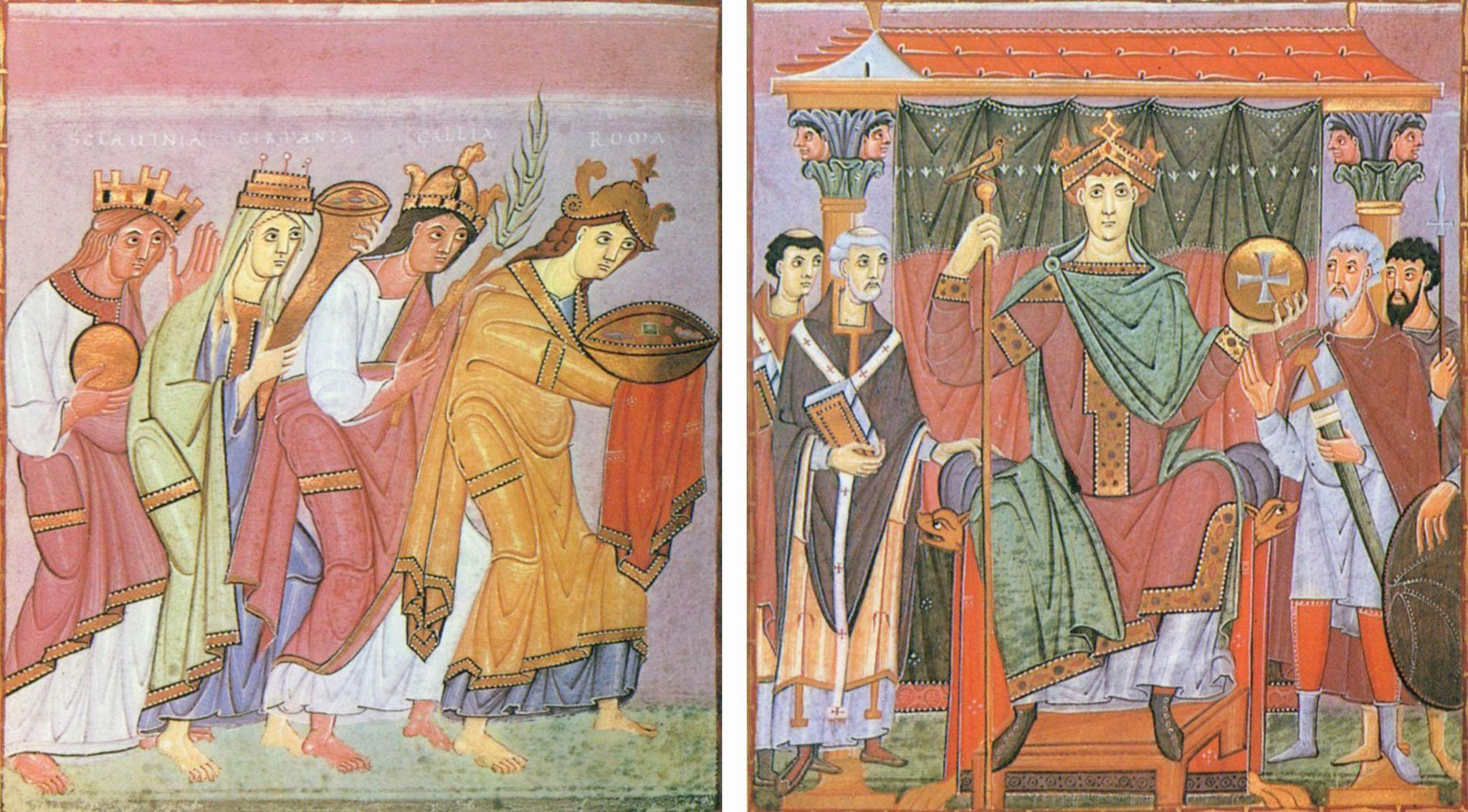
Eslavonia, Alemania, las Galia y Roma rinden homenaje a Otón III, Evangelio de Otón III, Reichenau, finales del, Múnich, Biblioteca del Estado de Baviera.

Su matrimonio con la bizantina Teófano Skleraina también tuvo importantes implicaciones culturales: princesa cultivada, llegó acompañada por clérigos y artistas griegos, que construyeron en especial la capilla de San Bartolomé en Paderborn. La influencia bizantina también es incontestable en el arte otoniano, a través de los manuscritos y objetos de lujo (telas, marfiles) ejecutados para el emperador y los grandes de la época. La instrucción de Otón III, a la altura de ese entorno, fue dirigida por Willigis (arzobispo de Mainz), Bernward (más tarde obispo de Hildesheim) y Juan Filigato (capellán de Teófano y futuro arzobispo de Piacenza y luego antipapa), quien le inició en el griego. En la adolescencia, en 996, Otón III decidió atraer los servicios de Gerbert, quien dejó Reims y su tormentos. e inició al emperador en la aritmética, la música y la filosofía. También dedicó a Otón III su De rationalis et ratione uti, que ambicionaba guiar las acciones del emperador por el uso de la razón y la filosofía. La introducción del tratado también tiene las inflexiones de un himno a la renovatio imperii :

¡Nuestro, nuestro es el Imperio romano! Italia, rica en frutas, la Galia y la Germania fecundas en guerreros dan sus fuerza, y los poderosos reinos de los escitas [es decir, los eslavos] tampoco echamos de menos. Nuestro eres, Cesar, emperador augusto de los romanos, que, nacido de la sangre de los más prestigiosos de los griegos, superaste el imperio de los griegos, imperas en los romanos en virtud de tu derecho hereditario, te distancias de unos y otros por el genio y la elocuencia.
Nostrum, nostrum est Romanum imperium. Dant vires ferax frugum Italia, et ferax militum Gallia et Germania, nec Scythicae nobis desunt fortissima regna. Noster es Caesar, Romanorum imperator et Auguste, qui summo Graecorum sanguine ortus, Graecos imperio superas, Romanis haereditario jure imperas, utrosque ingenio et eloquio praevenis.
De rationalis et ratione uti

La biblioteca de los otónidas era particularmente rica, como se sabe gracias a la lista de libros ofrecidos por Enrique II: este último donó así varios manuscritos de Boecio (De arithmetica que perteneció a Carlos el Calvo), de Tito Livio, Séneca, Justiniano (Institutes), de Isidoro de Sevilla (De natura rerum), de Casiodoro (Institutiones), y el autógrafo de la Histoire de Richer (ofrecido al emperador por Gerbert).
Los otónidas también fueron igualmente patrocinadores de manuscritos de lujo, pero no parecen haber reunido artistas en la corte: los manuscritos de lujo fueron hechos en Corvey, en Fulda, y especialmente en Reichenau, de donde provenía el evangelio de Otón III y el Evangelio de Liuthar, con las representaciones imperiales de gran valor por su cuidado y su sentido político (Ofrendas de las cuatro provincias del Imperio, apoteosis de Otón III, de hecho tal vez representando a Otón I)
Finalmente, algunos logros arquitectónicos notables, principalmente en el campo religioso, están marcados por la doble inspiración carolingia y bizantina, y contribuyeron al surgimiento de la arquitectura románica. Otón I estuvo en el origen de la construcción de la catedral de Magdeburgo, pero fue especialmente bajo Otón III cuando se realizó la obra maestra de la arquitectura otoniana, la iglesia de San Miguel de Hildesheim, construcción confiada al preceptor del emperador, el obispo Bernward.

### Los protectores raros
Aparte de los otonianos, el apoyo a la vida cultural fue bastante raro. Germania sigue siendo la más fértil en logros, gracias a la voluntad de los actores eclesiásticos. Los focos monásticos y episcopales, ya mencionados por sus escuelas, a menudo fueron también centros de creación artística o arquitectónica. En Reichenau, si Witigowo está más a menudo en la corte que en su abadía, hizo restaurar la nave de Santa María de Mittelzell y ornar Saint-Georges de Oberzell. Ratwold, abad de Saint-Emmeran (975-1001) restauró el Codex Aureus carolingio de la abadía.
Los arzobispos de las grandes metrópolis de Germania, a menudo cercanos a los emperadores, adoptaron la misma actitud. Egbert (977-993), arzobispo de Trier, llevó de vuelta de Italia el «maître du Registrum Gregorii» por el cual hizo realizar el Registrum Gregorii, y encargó en Reichenau el Codex Egberti que lo representa con sus predecesores. Brunon, arzobispo de Colonia (953-965) sostuvo una escuela y fundó el monasterio Saint-Pantaléon,, ampliado por sus sucesores; Teófano Skleraina fue enterrada allí en 991. Lieja fue embellecida por Notger (972-1008), que construyó las murallas de la ciudad, iglesias, restauró la catedral y el distrito de los canónigos, y desarrolló la abadía de Lobbes. También apoyó regularmente a artistas, en especial a los marfileños y al «maître du Registrum Gregorii» después de la muerte de Egbert. En Mainz, Guillaume (954-968), hijo de Otón I, y Willigis (975-1011) estimularon la creación: este último hizo construir una nueva catedral según el modelo de Fulda, y encargó los manuscritos en Saint-Alban. De Mainz también proviene, tal vez, la corona imperial. Por último, el caso de Hildesheim bajo Berward muestra «le type parfait des évêques impériaux actifs et cultivés»: Iglesia de San Miguel y las puertas de la catedral de Hildesheim, son dos obras maestras de arte y de la arquitectura otoniana, mientras que los manuscritos de lujo eran ejecutados bajo su mando para la catedral o San Miguel, de los que destaca De mathematicalis inspirado por Boecio y Vitruvio, que reflejan el interés de Berward en las cuestiones arquitectónicas y permiten imaginar el trabajo subyacente de sus logros.

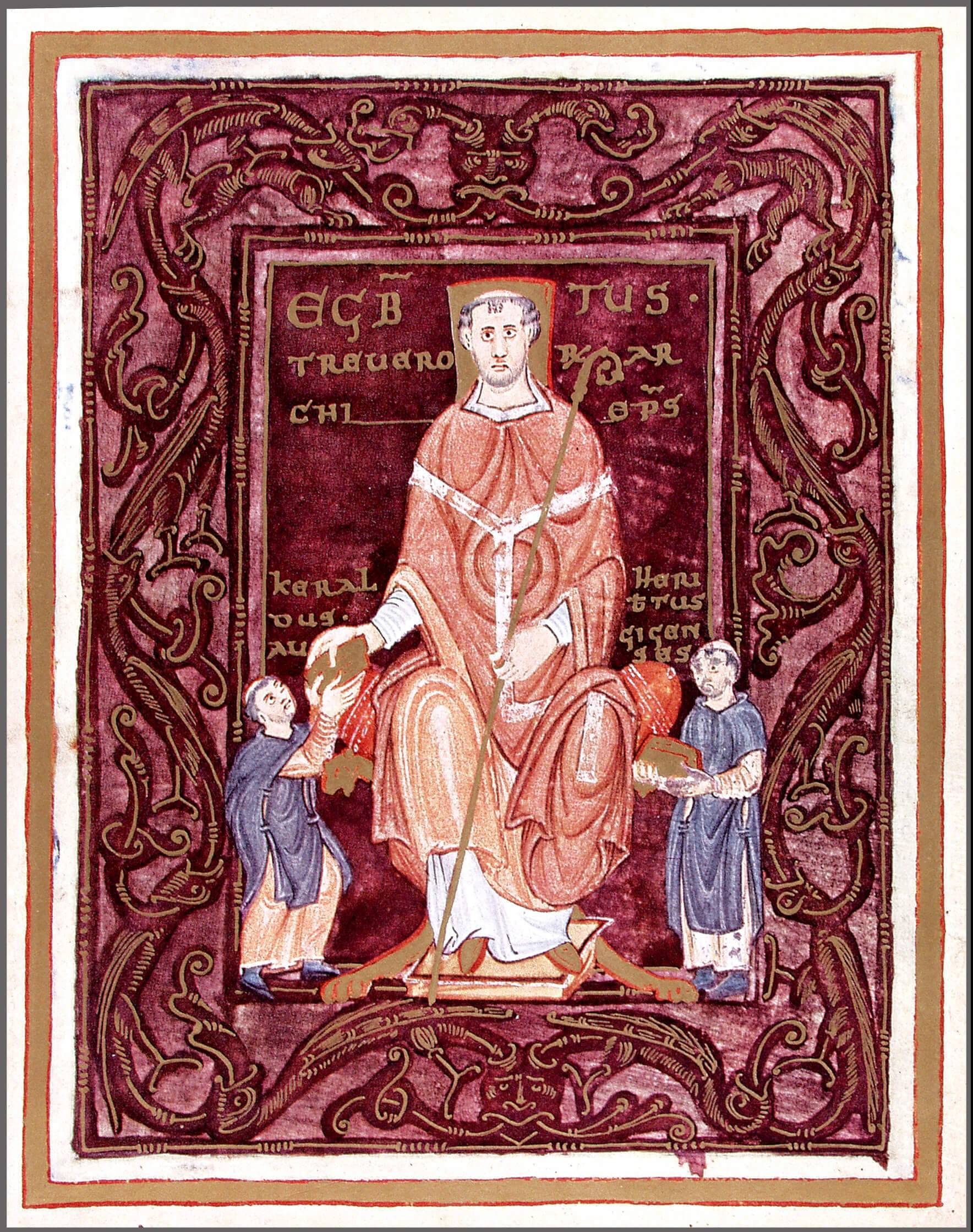
Egbert de Trèves representado en el Codex Egberti. Reichenau, finales del, 10,3 × 13.3 cm, Treveris, Biblioteca nacional.

En Italia, el taller de marfil de Milán fue famoso por sus obras destinadas a los emperadores, pero fue especialmente en Roma donde surgió un importante centro cultural. La ciudad misma se transformó durante el siglo X (crecimiento de la población, nuevos barrios) y la «ciudad leonina» atrajo a peregrinos, eruditos y artistas. Se restauraron muchos monasterios, incluyendo San Pablo Extramuros y Saints-Boniface-et-Alexis, en el monte Aventino, dos monasterios retomados por los cluniacenses. La iglesia de San Sebastián fue fundada por el médico Pierre alrededor del año 977 y decorada con frescos: un sínodo se reunió en 1001 por Otón III y Silvestre II. Sobre todo, Otón III quiso hacer de Roma su capital, aunque su muerte en 1002 no permitió que ese sueño tuviera éxito. En particular, construyó una iglesia en la isla Tiberina, donde se reutilizaron columnas antiguas, y donde un pozo esculpido representaba al emperador rodeado de obispos. También hizo reconstruir una residencia en el monte Palatino, en el sitio del antiguo palacio de Augusto.
En Inglaterra, después de Alfredo el Grande, la corte jugó un papel importante en la vida cultural e intelectual. Athelstan (925-939) coleccionó reliquias y manuscritos e inició la reforma de los monasterios. Después el reinado de Edgar fue también el de tres grandes obispos: Dunstán de Canterbury, Oswald de Worcester y Æthelwold de Winchester. Si los tres fomentaron las escuelas (estudios religiosos y, en adelante, también artes liberales) y trajeron para ellas a maestros del continente, esto no fue todo: Dunstan también apoyó talleres de escribas y de pintores; Oswald restauró las abadías; Aethelwold importó la liturgia de Corbie e hizo pintar allí los manuscritos copiados o inspirados por creaciones carolingias u otonianas (copias del Salterio de Utrecht importadas a fines del siglo X). El rey Edgar también presidió en 970 la Regularis concordiae, regla única para el reino, que completó la reforma monástica.
Francia Occidental, finalmente, no conoció apenas actividad cultural en la corte real. Se sabe poco más que de la preocupación de Hugo Capeto, ignorante del latín, por la educación de su hijo, que confió a Gerberto en 972. De hecho, los clérigos literarios frecuentaban especialmente el entorno de los aristócratas: Dudon de Saint-Quentin, con Ricardo I de Normandía, y Vitger, con Arnulfo I de Flandes. Además, una de las principales iniciativas religiosas de la época tampoco tuvo ningún vínculo con la realeza: la reforma cluniaiense.

## La evolución de la Iglesia en el momento del renacimiento otoniano
Sin que se observe una relación directa entre esas evoluciones de la Iglesia, que conducirán a la reforma gregoriana, y el renacimiento del siglo X mismo (sin un papel notable de la dinastía otoniana, ni de las principales figuras literarias del tiempo), es importante subrayar las perspectivas abiertas por la reforma de la Iglesia que entonces se esbozó. Además, esta evolución también estuvo en la fuente de la fractura que pronto se notará entre el mundo monástico y la actividad escolar.

### Auge cluniacense
El siglo X vio la aparición en Francia Occidental de un monasterio del Mâconnais, fundado en 909 o 910, que se convertirá en el centro de una red eclesiástica llamada a extenderse por toda la cristiandad: «la Iglesia de Cluny» (Ecclesia cluniacensis), de la que dependerán cada vez más abadías y prioratos (no se puede hablar de «orden» estructurado más que a partir del siglo XIII).
Cabe señalar que el fundador de Cluny no fue otro que Guillermo el Piadoso, hijo de Bernard Plantevelue, poderoso conde de Auvernia, y nieto de Dhuoda. Guillermo confió la dirección de la abadía a Bernon (f. 926), iniciador de una reforma que ambicionaba seguir la regla benedictina y de reencontrar su espíritu. Su obra fue continuada por el abad Odon (927-942) y la abadía despegó bajo el gobierno de los abades Aymard (942-954), Mayolo (954-994), y sobre todo Odilón (994-1049) que obtuvo de Gregorio V un privilegio de exención (998) extendido por Juan XIX a todas las dependencias cluniacenses fuese cual fuese su ubicación (1024). Este desarrollo continuó en el siglo XI, cuando el número de monasterios sujeto a la orden paso de treintaysiete a sesentaycinco, entre ellos los nuevos de Vézelay y Moissac.
Los cluniacenses jugarán un papel clave en el monacato benedictino hasta finales del Renacimiento del siglo XII, e incluso más allá. La espiritualidad cluniacense tendía a restaurar la regla de San Benito, insistiendo en la celebración coral del oficio, prioridad que acentúa la vida monástica antes que los aspectos tradicionales del retiro o del aislamiento en la celda. Esto hace de Cluny «la forme la plus cénobitique de la tradition bénédictine», e influye en el conjunto de la vida cluniacense, que mejora la alimentación para satisfacer las necesidades del rendimiento coral, que reduce la parte del trabajo manual, e incluso en el scriptoria: la biblioteca de Cluny del siglo X al XIII era la más rica de Occidente después de la de Mont-Cassin, pero la escuela monástica seguirá siendo allí de una actividad limitada.

### Urgencia de la reforma a finales delsigloX
El papel de Cluny será esencial en la reforma de la Iglesia conocida como reforma gregoriana, pero otros lugares actuaron en la misma dirección de forma espontánea: Brogne fue fundada en 919 por la regla benedictina y condujo la reforma en Bélgica y en el condado de Flandes; Gorze se reformó alrededor de 933 e influyó en la Lorena y, en consecuencia, en el monacato germánico; San Víctor de Marsella fue reformado por Honorato en 977, que introdujo la regla de Benito.
Estos diferentes lugares reformadores respondían a una necesidad cuya urgencia se hacía sentir con una agudeza creciente. De hecho, el siglo X vio la relajación del orden público, dando como resultado una verdadera «décadence morale et institutionnelle» de Occidente, en palabras de Jean Chélini. Se asistía así al resurgimiento de las prácticas paganas (culto de los espíritus, brujería), al colapso de la moral sexual y conyugal (repudio, matrimonios múltiples), a la renovación de las ordalias más bárbaras en el ejercicio de la justicia. En el seno de la Iglesia, se vio la generalización de la simonía, los Capetos (Hugo Capeto, Roberto el Piadoso) participaban en un lucrativo tráfico de cargos episcopales, y más en general, las funciones eclesiásticas fueron excesivamente politizadas durante el reinado de Otón I.
A esta degradación del estado interno de la Iglesia se sumó el desafío de las nuevas tierras cristianas: en Escandinavia, donde enfrentan grandes dificultades frente a las resistencias y costumbres paganas (ver Expansión del cristianismo desde el siglo V hasta el siglo XV). La cristianización fue relativamente fácil en Dinamarca, con la conversión del rey Harald y de su hijo Svend en 960, pero ocurrió más gradualmente en Noruega, gracias al esfuerzo de los primeros reyes cristianos Haakon de Noruega (938-961), Olaf Tryggvason (995-1000) y san Olaf Haraldson (1014-1030), que hicieron llamar a misioneros extranjeros. En Suecia, el cristianismo penetró con más dificultades todavía, a partir de la comunidad de Birka (fundada en 865 y revivida por una visita Unni de Hamburgo, que murió en el año 936) y en Sigtuna, lo que llevó a la probable conversión del rey Olof Skötkonung en 1008. Bohemia, finalmente, también se convirtió, con la creación de la Diócesis de Praga, en 973 y la misión del ermitaño Gunther († 1045), así como Polonia (conversión de Mieszko en 966) y Hungría (bautismo de Géza y su hijo Esteban I en 985): estas regiones también se debieron enfrentar al paganismo.

## Límites

### Un renovado avivamiento
De este «renacimiento», que se ha considerado principalmente como otoniano, como del siglo X, como característico del entorno del año mil, o incluso como una continuación de la renovación carolingia, se perciben los límites en todas partes. Límites geográficos, primero. La vitalidad cultural es, de hecho, muy contrastada entre Alemania y el resto de Occidente, o entre el norte y el sur del continente, y la red de escuelas es en realidad de una densidad muy variable. Límites humanos también: los grandes nombres de la época otoniana, más allá de los dos principales —Abón y Gerbert— son notoriamente menos y menos productivos que la generación excepcional de los estudiosos de la época carolingia, después de Pedro de Pisa hasta Juan Scot Erigena. La herencia cuantitativa de los siglos X y XI no es comparable a la del período carolingio, y la enseñanza se basa principalmente en las artes liberales y los textos escritos o redescubiertos bajo Carlomagno y sus sucesores.
El distanciamiento de los reyes y príncipes de la educación y la cultura fue otro límite que permite distinguir más claramente el período otoniano de los dos siglos que lo precedieron. Si esta observación debe matizarse en lo que respecta a Germania, este fenómeno no conduce más que a agravar las disparidades geográficas y a reducir el grado de renovación, que no fue casi más que los hechos de los medios eclesiásticos:

La alianza entre el poder y el mundo erudito clerical parece rota. La Iglesia, además, cae en manos de los laicos y el mayor intelectual de la época, Gerbert, no está interesado del todo en el pequeño reino de los francos donde nació. En cuanto a los monjes, se dispersan como bandadas de gorriones, tomando apresuradamente reliquias y manuscritos bajo los golpes de los daneses, sarracenos o húngaros. [...] Desde el 911 en Normandía, y desde 878 en Bretaña, pierden todo rastro de cultura.
L'alliance entre le pouvoir et le monde savant clérical paraît rompue. L'Église d'ailleurs tombe aux mains des laïcs et le plus grand intellectuel du temps, Gerbert, ne s'intéresse pas du tout au petit royaume des Francs où il est pourtant né. Quant aux moines, ils s'éparpillent comme des volées de moineaux, emmenant en toute hâte reliques et manuscrits sous les coups des Danois, des Sarrasins ou des Hongrois. […] À partir de 911 la Normandie, et depuis 878 la Bretagne, perdent toute trace de culture.

Esta renovación, que se extiende desde los años 900 hasta alrededor del año 1030, debe considerarse, en primer lugar, como un período de resistencia a la actividad cultural carolingia (que se refleja bien en la expresión «Troisième renaissance carolingienne» de Pierre Riché), en un contexto más inestable, atravesado por períodos de crecimiento limitados en el tiempo y el espacio. Un período que concluye un largo tiempo de unificación cultural de Occidente, y de gestación progresiva de la enseñanza medieval:

Las bases sentadas por los pioneros de los siglos VI y VII prepararon el edificio carolingio cuya finalización fue asegurada por los monjes y clérigos del siglo X. Las instituciones escolares ya no necesitaron el impulso político para progresar e implantarse. [...] ¡qué distancia entre la cultura predominantemente religiosa y litúrgica de Alcuino y la de Fulbert y sus alumnos! [...] En un mundo unificado intelectualmente, mucho más allá de las fronteras del reino, una intelligentsia clerical que se desplaza libremente de una escuela a otra y se comunica fácilmente a través de un lenguaje universal, el latín de la iglesia, podrá progresar y difundir muy rápidamente cualquier innovación científica y pedagógica. Mientras el antiguo programa se aplica de principio a fin (lo que no fue el caso bajo el Imperio romano), los frutos de esta enseñanza podrán aparecer.
Les fondations posées par les pionniers des s. VIe -VIIe ont préparé l'édifice carolingien dont la finition a été assurée par les moines et les clercs du Xe siècle. Les institutions scolaires n'ont plus besoin de l'impulsion politique pour progresser et s'implanter. […] Quelle distance entre la culture à dominante religieuse et liturgique d'Alcuin et celle de Fulbert et de ses élèves ! […] Dans un monde unifié intellectuellement, bien au-delà des frontières du royaume, une intelligentsia cléricale qui se déplace librement d'une école à une autre et communique facilement grâce à une langue universelle, le latin d'église, va pouvoir faire progresser et répandre très vite toute innovation scientifique et pédagogique. Maintenant que le programme antique est appliqué du début jusqu'à la fin (ce qui n'avait pas été le cas sous l'Empire romain), les fruits de cet enseignement vont pouvoir apparaître.

### Un porvenir difícil
El último límite del renacimiento otoniano se refiere a la perpetuidad de la renovación. De hecho, el florecimiento cultural mayor y notable del siglo XII no siguió inmediatamente a la renovación del siglo X, incluso teniendo en cuenta los excesos de este último más allá del año mil. Porque el siglo XI, atravesado por transformaciones políticas, sociales y económicas, fue también un período de crisis para las escuelas y para todo el mundo intelectual. La cultura humanista de la era carolingia, rica en referencias clásicas, desapareció así en favor de doctrinas menos rigurosas, a menudo denominadas como heréticas. Berengario de Tours fue el representante más llamativo de la misma.